# Alphonse Kann
Alphonse Kann (geboren 14. März 1870 in Wien, Österreich-Ungarn; gestorben 1948 in London) war ein französischer Kunstsammler.

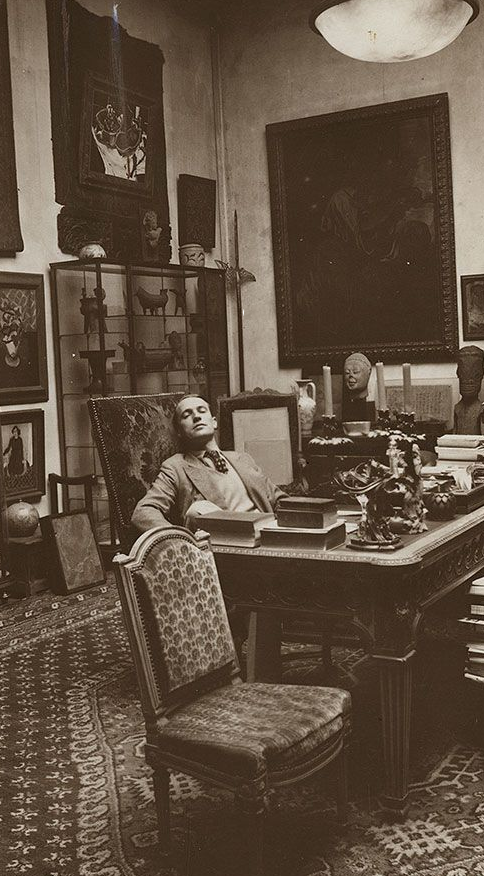
Portrait von Peter Pitt-Millward, Alphonse Kann in Saint-Germain-en-Laye

## Leben
Alphonse Kann wurde in eine jüdische Bankiersfamilie geboren. Die Familie zog, als er zehn Jahre alt war, nach Paris, wo er am Lycée Condorcet ein Schulfreund von Marcel Proust wurde. Der erwachsene Kann soll ein Vorbild für die Figur des „Charles Swann“ im Prousts Werk Eine Liebe von Swann gewesen sein.
Kann wurde zum Bankier ausgebildet und arbeitete auch bei Verwandten in London. Mit dreißig Jahren zog er sich aus dem Geschäft zurück und widmete sich dem Kunstsammeln, was auch schon Verwandte getan hatten. Er sammelte zunächst Werke Alter Meister. Er verkaufte dann allerdings in zwei Auktionen einen Großteil seiner Altmeister-Sammlung und konzentrierte sich auf Maler der Moderne.
Kann emigrierte 1938 nach London und ließ seine Sammlung im Stadtpalast in Saint-Germain-en-Laye zurück. Nach der deutschen Eroberung Frankreichs wurde seine Sammlung von den Deutschen konfisziert. Der Einsatzstab Reichsleiter Rosenberg verschleppte die Sammlung, und dessen stellvertretender Direktor Bruno Lohse legte eine akribische sechzigseitige Inventarliste mit 1400 Gegenständen an. Die Werke erhielten das Sigel „Ka“. Die erste Wahl unter den Bildern ging in den Bestand des geplanten Führermuseums, die zweite Wahl hatte Hermann Göring, der die Bilder der Moderne, die als Entartete Kunst galten, im Kunsthandel gegen Altmeister tauschte, dadurch gerieten bereits während des Krieges Bilder Kanns in der Kunsthandel der USA und der Schweiz.
Im Jahr 1947 wurden 725 Werke aus deutschen Depots an Kann zurückerstattet. Andere Werke aus Sammlungen und Museen wie der Zürcher Bührle Stiftung, dem Minneapolis Institute of Art und dem Centre Georges-Pompidou wurden trotz der Markierung durch das ERR erst spät identifiziert, und Kanns Erben wurden sukzessive entschädigt.

Bilder mit einer Provenienz Alphonse Kann
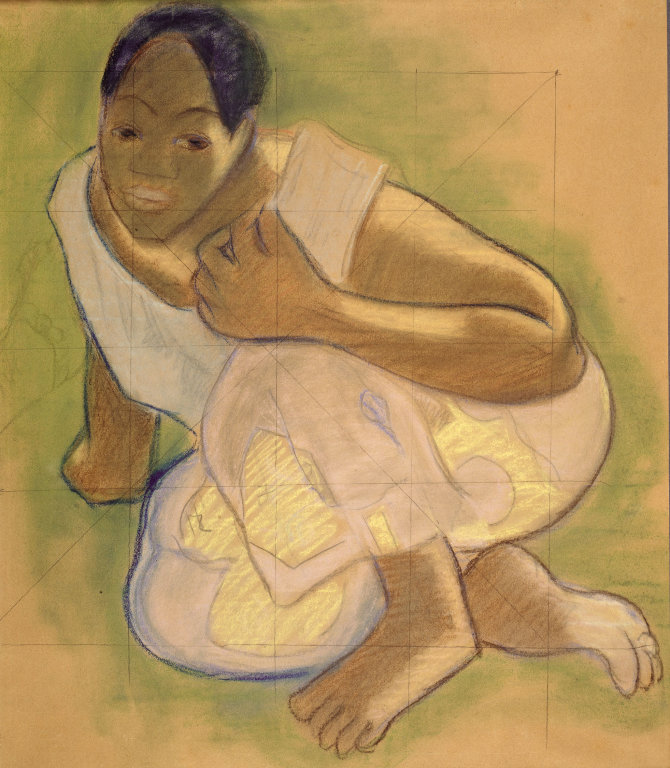
Paul Gauguin
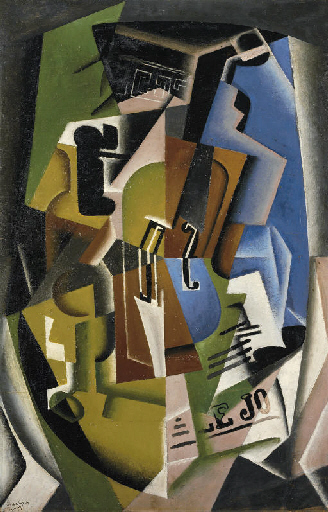
Juan Gris
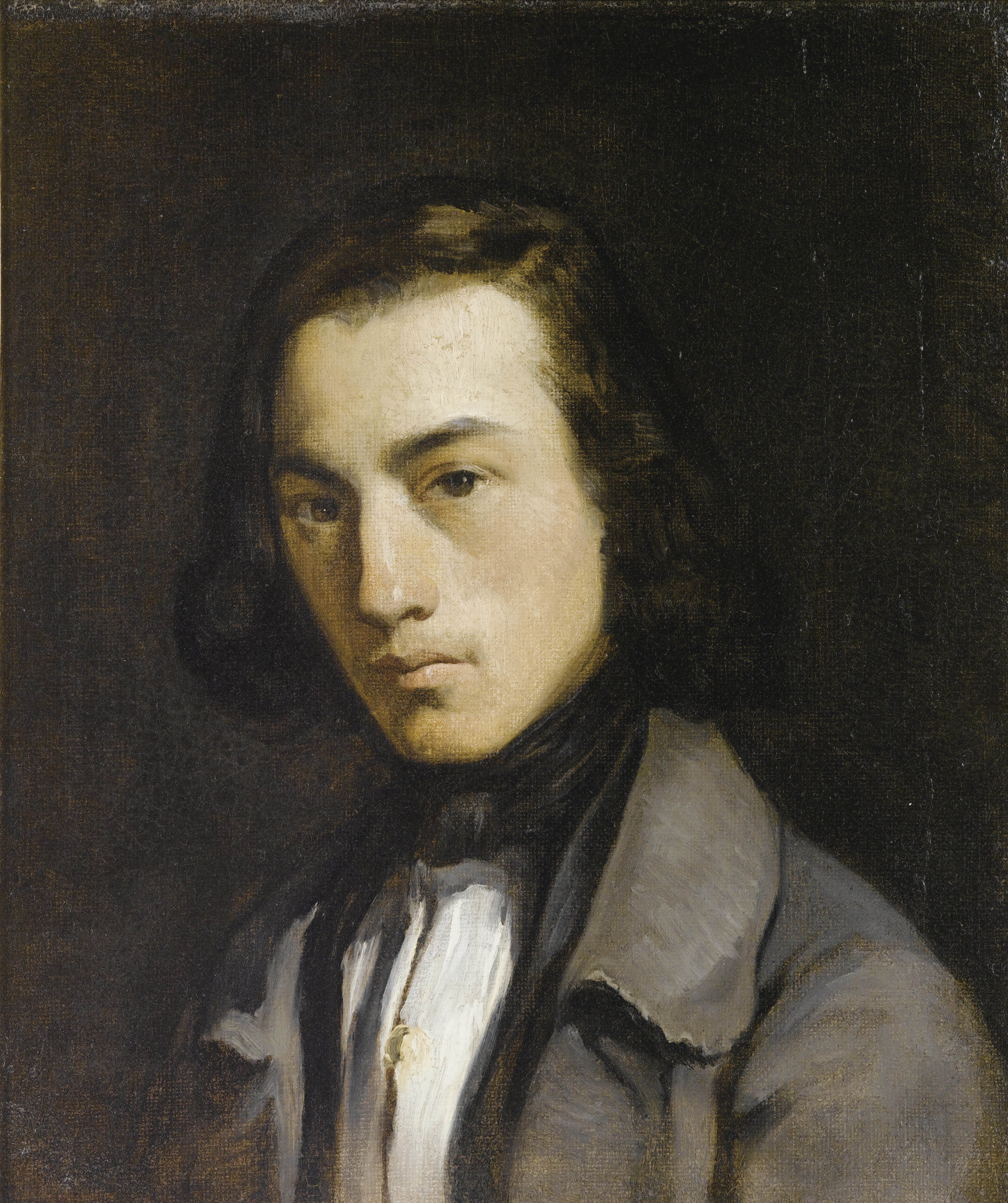
Jean-François Millet
Vincent van Gogh
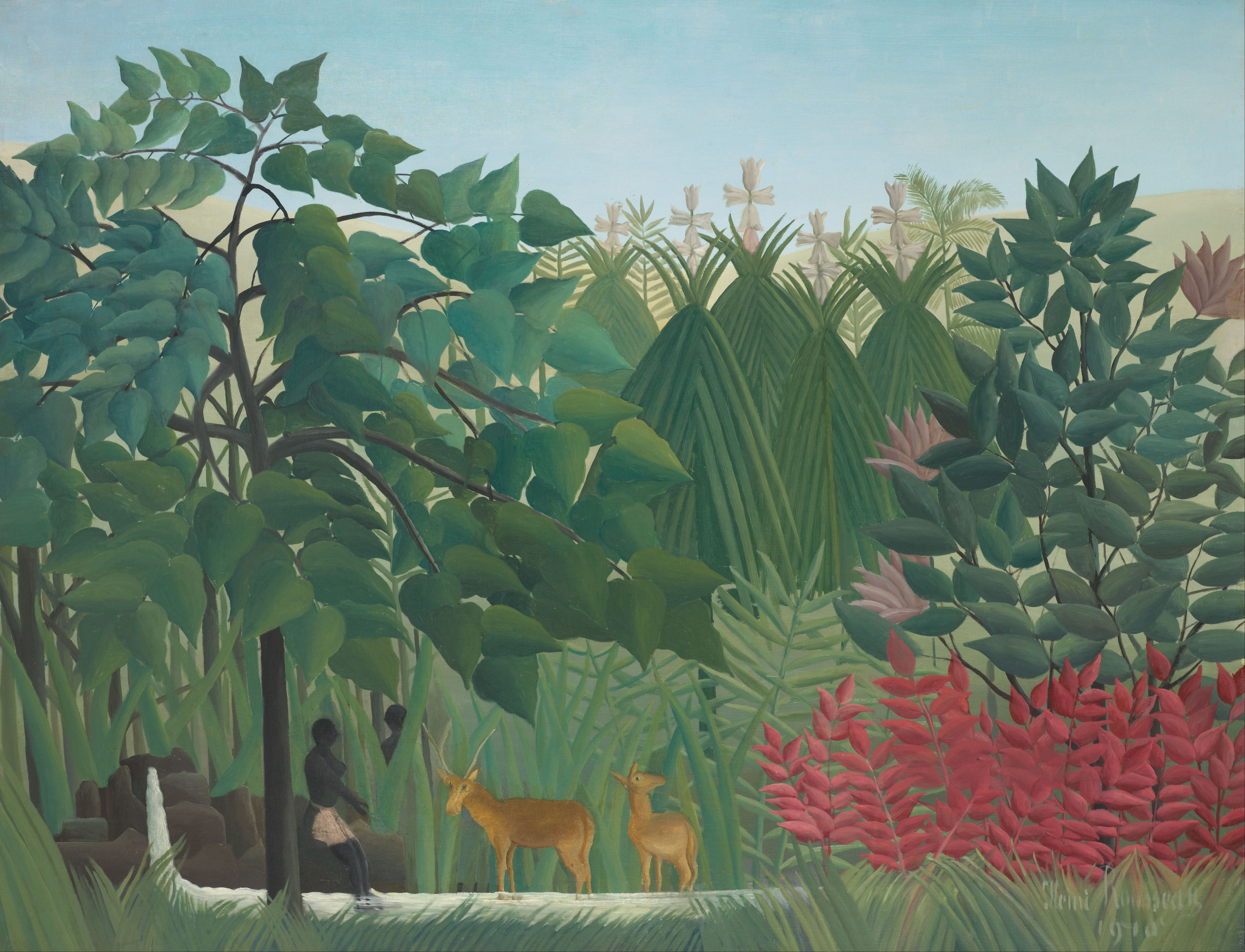
Henri Rousseau